# دیوندی لیکرتس
دیوندی لیکرتس (مجاری: Gyöngyi Likerecz؛ زادهٔ ۲۸ مه ۱۹۸۳) وزنه‌بردار زن اهل مجارستان است.
وی در مسابقات کشوری و بین‌المللی در مجموع برندهٔ ۱ مدال طلا شده‌است.